# Lista de finais femininas juvenis em simples do Torneio de Wimbledon
Esta é a lista de finais femininas juvenis em simples do Torneio de Wimbledon.

## Por ano
| Ano                                                         | Campeã                  | Vice-campeã             | Resultado      |
| ----------------------------------------------------------- | ----------------------- | ----------------------- | -------------- |
| 2024                                                        | Renáta Jamrichová       | Emerson Jones           | 6–3, 6–4       |
| 2023                                                        | Clervie Ngounoue        | Nikola Bartůňková       | 6–2, 6–2       |
| 2022                                                        | Liv Hovde               | Luca Udvardy            | 6–3, 6–4       |
| 2021                                                        | Ane Mintegi del Olmo    | Nastasja Schunk         | 2–6, 6–4, 6–1  |
| Torneio não realizado em 2020 devido à pandemia de COVID-19 |                         |                         |                |
| 2019                                                        | Daria Snigur            | Alexa Noel              | 6–4, 6–4       |
| 2018                                                        | Iga Świątek             | Leonie Küng             | 6–4, 6–2       |
| 2017                                                        | Claire Liu              | Ann Li                  | 2–6, 7–5, 2–6  |
| 2016                                                        | Anastasia Potapova      | Dayana Yastremska       | 6–4, 6–3       |
| 2015                                                        | Sofya Zhuk              | Anna Blinkova           | 7–5, 6–4       |
| 2014                                                        | Jeļena Ostapenko        | Kristína Schmiedlová    | 2–6, 6–3, 6–0  |
| 2013                                                        | Belinda Bencic          | Taylor Townsend         | 4–6, 6–1, 6–4  |
| 2012                                                        | Eugenie Bouchard        | Elina Svitolina         | 6–2, 6–2       |
| 2011                                                        | Ashleigh Barty          | Irina Khromacheva       | 7–5, 7–63      |
| 2010                                                        | Kristýna Plíšková       | Sachie Ishizu           | 6–3, 4–6, 6–4  |
| 2009                                                        | Noppawan Lertcheewakarn | Kristina Mladenovic     | 3–6, 6–3, 6–1  |
| 2008                                                        | Laura Robson            | Noppawan Lertcheewakarn | 6–3, 3–6, 6–1  |
| 2007                                                        | Urszula Radwańska       | Madison Brengle         | 2–6, 6–3, 6–0  |
| 2006                                                        | Caroline Wozniacki      | Magdaléna Rybáriková    | 3–6, 6–1, 6–3  |
| 2005                                                        | Agnieszka Radwańska     | Tamira Paszek           | 6–3, 6–4       |
| 2004                                                        | Kateryna Bondarenko     | Ana Ivanovic            | 6–4, 26–7, 6–2 |
| 2003                                                        | Kirsten Flipkens        | Anna Chakvetadze        | 6–4, 3–6, 6–3  |
| 2002                                                        | Vera Douchevina         | Maria Sharapova         | 4–6, 6–1, 6–2  |
| 2001                                                        | Angelique Widjaja       | Dinara Safina           | 6–4, 0–6, 7–5  |
| 2000                                                        | María Emilia Salerni    | Tatiana Perebiynis      | 6–4, 7–5       |
| 1999                                                        | Iroda Tulyaganova       | Lina Krasnoroutskaya    | 7–63, 6–4      |
| 1998                                                        | Katarina Srebotnik      | Kim Clijsters           | 7–63, 6–3      |
| 1997                                                        | Cara Black              | Brie Rippner            | 6–3, 7–5       |
| 1996                                                        | Amélie Mauresmo         | Magüi Serna             | 4–6, 6–3, 6–4  |
| 1995                                                        | Aleksandra Olsza        | Tamarine Tanasugarn     | 7–5, 7–66      |
| 1994                                                        | Martina Hingis          | Jeon Mi-ra              | 7–5, 6–4       |
| 1993                                                        | Nancy Feber             | Rita Grande             | 7–63, 1–6, 6–2 |
| 1992                                                        | Chanda Rubin            | Laurence Courtois       | 6–2, 7–5       |
| 1991                                                        | Barbara Rittner         | Elena Makarova          | 66–7, 6–2, 6–3 |
| 1990                                                        | Andrea Strnadová        | Kirrily Sharpe          | 6–2, 6–4       |
| 1989                                                        | Andrea Strnadová        | Meredith McGrath        | 6–2, 6–3       |
| 1988                                                        | Brenda Schultz          | Emmanuelle Derly        | 7–65, 6–1      |
| 1987                                                        | Natasha Zvereva         | Julie Halard            | 6–4, 6–4       |
| 1986                                                        | Natasha Zvereva         | Leila Meskhi            | 2–6, 6–2, 9–7  |
| 1985                                                        | Andrea Holikova         | Jenny Byrne             | 7–5, 6–1       |
| 1984                                                        | Annabel Croft           | Elna Reinach            | 3–6, 6–3, 6–2  |
| 1983                                                        | Pascale Paradis         | Patricia Hy             | 6–2, 6–1       |
| 1982                                                        | Catherine Tanvier       | Helena Suková           | 6–2, 7–5       |
| 1981                                                        | Zina Garrison           | Rene Uys                | 6–4, 3–6, 6–0  |
| 1980                                                        | Debbie Freeman          | Susan Leo               | 7–6, 7–5       |
| 1979                                                        | Mary Lou Piatek         | Alycia Moulton          | 6–1, 6–3       |
| 1978                                                        | Tracy Austin            | Hana Mandlíková         | 6–0, 3–6, 6–4  |
| 1977                                                        | Lea Antonoplis          | Mareen Louie-Harper     | 7–5, 6–1       |
| 1976                                                        | Natasha Chmyreva        | Marise Kruger           | 6–3, 2–6, 6–1  |
| 1975                                                        | Natasha Chmyreva        | Regina Maršíková        | 6–4, 6–3       |
| 1974                                                        | Mima Jaušovec           | Mariana Simionescu      | 7–5, 6–4       |
| 1973                                                        | Ann Kiyomura            | Martina Navratilova     | 6–4, 7–5       |
| 1972                                                        | Ilana Kloss             | Glynis Coles            | 6–4, 4–6, 6–4  |
| 1971                                                        | Marina Kroshina         | Susan Minford           | 6–4, 6–4       |
| 1970                                                        | Sharon Walsh            | Marina Kroshina         | 8–6, 6–4       |
| 1969                                                        | Kazuko Sawamatsu        | Brenda Kirk             | 6–1, 1–6, 7–5  |
| 1968                                                        | Kristy Pigeon           | Lesley Hunt             | 6–4, 6–3       |
| 1967                                                        | Judith Salome           | Margaretta Strandberg   | 6–4, 6–3       |
| 1966                                                        | Birgitta Lindstrom      | Judy Congdon            | 7–5, 6–3       |
| 1965                                                        | Olga Morozova           | Raqual Giscafre         | 6–3, 6–3       |
| 1964                                                        | Peaches Bartkowicz      | Elena Subiratis         | 6–3, 6–1       |
| 1963                                                        | Monique Salfati         | Kaye. Dening            | 6–4, 6–1       |
| 1962                                                        | Galina Baksheeva        | Elizabeth Terry         | 6–4, 6–2       |
| 1961                                                        | Galina Baksheeva        | K.D. Chabot             | 6–4, 8–6       |
| 1960                                                        | Karen Hantze            | Lynn Hutchings          | 6–4, 6–4       |
| 1959                                                        | Joan Cross              | Doris Schuster          | 6–1, 6–1       |
| 1958                                                        | Sally Moore             | Anna Dmitrieva          | 6–2, 6–4       |
| 1957                                                        | Miriam Arnold           | E. Reyes                | 8–6, 6–2       |
| 1956                                                        | Ann Haydon-Jones        | Ilse Buding             | 6–3, 6–4       |
| 1955                                                        | Sheila Armstrong        | Beatrice de Chambure    | 6–2, 6–4       |
| 1954                                                        | Valerie Pitt            | Collette Monnot         | 5–7, 6–1, 7–5  |
| 1953                                                        | Dora Kilan              | Valerie Pitt            | 6–4, 4–6, 6–1  |
| 1952                                                        | Fanny ten Bosch         | Rita Davar              | 5–7, 6–3, 6–2  |
| 1951                                                        | Lorna Cornell           | Sylvana Lazzarino       | 6–3, 6–4       |
| 1950                                                        | Lorna Cornell           | A. Winter               | 6–2, 6–4       |
| 1949                                                        | Christiane Mercelis     | J.S.V. Partridge        | 6–4, 6–2       |
| 1948                                                        | Olga Miskova            | Violet Rigollet         | 6–4, 6–2       |
| 1947                                                        | Genevieve Domken        | B. Wallen               | 6–1, 6–4       |